# Leichtathletik-Asienmeisterschaften 2025
Die 26. Leichtathletik-Asienmeisterschaften fanden vom 27. bis zum 31. Mai 2025 im südkoreanischen Gumi statt. Damit ist Südkorea zum dritten Mal nach 1975 und 2005 Ausrichtungsland der Asienmeisterschaften.

## Männer

### 100 m
| Platz | Athlet                   | Land | Zeit (s) |
| ----- | ------------------------ | ---- | -------- |
| 1     | Hiroki Yanagita          | JPN  | 10,20 SB |
| 2     | Puripol Boonson          | THA  | 10,20    |
| 3     | Abdullah Abkar Mohammed  | KSA  | 10,30    |
| 4     | Malham al-Balushi        | OMA  | 10,30    |
| 5     | Wang Shengjie            | CHN  | 10,31 SB |
| 6     | Ali Anwar Ali al-Balushi | OMA  | 10,33    |
| 7     | Akihiro Higashida        | JPN  | 10,39    |
| 8     | Hassan Taftian           | IRN  | 10,41    |

Finale: 28. Mai
Wind: +0,6 m/s

### 200 m
| Platz | Athlet                | Land | Zeit (s)    |
| ----- | --------------------- | ---- | ----------- |
| 1     | Towa Uzawa            | JPN  | 20,12 CR PB |
| 2     | Abdulaziz Abdui Atafi | KSA  | 20,31 PB    |
| 3     | Animesh Kujur         | IND  | 20,32 NR    |
| 4     | Shōta Iizuka          | JPN  | 20,66 SB    |
| 5     | Chen Jinfeng          | CHN  | 20,70 PB    |
| 6     | Ko Seung-hwan         | KOR  | 20,72       |
| 7     | Yip King Wai          | HKG  | 21,16       |
|       | Shi Junhao            | CNH  | DSQ         |

Finale: 31. Mai
Wind: +0,8 m/s

### 400 m
| Platz | Athlet                       | Land | Zeit (s) |
| ----- | ---------------------------- | ---- | -------- |
| 1     | Ammar Ismail Yahia Ibrahim   | QAT  | 45,33    |
| 2     | Kentarō Satō                 | JPN  | 45,50    |
| 3     | Kalinga Kumarage             | LKA  | 45,55 SB |
| 4     | Vishal Thennarasu Kayalvizhi | IND  | 45,57 PB |
| 5     | Fuga Satō                    | JPN  | 45,59    |
| 6     | Shin Min-kyu                 | KOR  | 45,74 PB |
| 7     | Ashraf Hussen Osman          | QAT  | 45,91 SB |
| 8     | Umar Osman                   | MAS  | 46,25 SB |

Finale: 28. Mai

### 800 m
| Platz | Athlet                  | Land | Zeit (min) |
| ----- | ----------------------- | ---- | ---------- |
| 1     | Ebrahim al-Zofairi      | KUW  | 1:44,59 PB |
| 2     | Ali Amirian             | IRN  | 1:44,97 PB |
| 3     | Abubaker Haydar Abdalla | QAT  | 1:45,20 SB |
| 4     | Yūkichi Ishii           | JPN  | 1:46,74    |
| 5     | Kō Ochiai               | JPN  | 1:48,01    |
| 6     | Xi Xiaoheng             | CHN  | 1:48,45    |
| 7     | Krishan Kumar           | IND  | 1:48,72    |
| 8     | Anu Kumar               | IND  | 1:58,04    |

Finale: 31. Mai

### 1500 m
| Platz | Athlet               | Land | Zeit (min) |
| ----- | -------------------- | ---- | ---------- |
| 1     | Kazuto Iizawa        | JPN  | 3:42,56 SB |
| 2     | Lee Jae-ung          | KOR  | 3:42,79    |
| 3     | Yoonus Shah          | IND  | 3:43,03    |
| 4     | Ali Amirian          | IRN  | 3:43,18 PB |
| 5     | Nanami Arai          | JPN  | 3:45,65 PB |
| 6     | Liu Dezhu            | CHN  | 3:45,88    |
| 7     | Seyed Amir Zamanpour | IRN  | 3:45,93    |
| 8     | Xi Xiaoheng          | CHN  | 3:47,42 SB |

Finale: 28. Mai

### 5000 m
| Platz | Athlet                 | Land | Zeit (min)  |
| ----- | ---------------------- | ---- | ----------- |
| 1     | Gulveer Singh          | IND  | 13:24,77 CR |
| 2     | Kieran Tuntivate       | THA  | 13:24,97    |
| 3     | Nagiya Mori            | JPN  | 13:25,06    |
| 4     | Keita Satoh            | JPN  | 13:26,77    |
| 5     | Albert Rop             | BHR  | 13:33,41 SB |
| 6     | Abhishek Pal           | IND  | 13:33,51 PB |
| 7     | Yu Shuiqing            | CHN  | 13:35,93 PB |
| 8     | Abdikani Mohamed Hamid | BHR  | 13:36,92 PB |

30. Mai

### 10.000 m
| Platz | Athlet                  | Land | Zeit (min)  |
| ----- | ----------------------- | ---- | ----------- |
| 1     | Gulveer Singh           | IND  | 28:38,63    |
| 2     | Mebuki Suzuki           | JPN  | 28:43,84    |
| 3     | Albert Rop              | BHR  | 28:46,82 SB |
| 4     | Sawan Barwal            | IND  | 28:50,53    |
| 5     | Yu Shuiqing             | CHN  | 28:57,39 PB |
| 6     | Abdikani Mohamed Hamid  | BHR  | 29:30,93    |
| 7     | Park Jae-woo            | KOR  | 29:42,05 PB |
| 8     | Nursultan Kengeschbekow | KGZ  | 29:45,00    |

27. Mai

### 110 m Hürden
| Platz | Athlet              | Land | Zeit (s)  |
| ----- | ------------------- | ---- | --------- |
| 1     | Rachid Muratake     | JPN  | 13,22     |
| 2     | Liu Junxi           | CHN  | 13,31     |
| 3     | Qin Weibo           | CHN  | 13,45 =SB |
| 4     | Oumar Doudai Abakar | QAT  | 13,49     |
| 5     | Dawid Jefremow      | KAZ  | 13,69     |
| 6     | Lin Yi-kai          | TPE  | 13,76     |
| 7     | Masoud Kamran       | IRN  | 13,82     |
|       | Kim Ju-ho           | KOR  | DNF       |

Finale: 29. Mai
Wind: +0,7 m/s

### 400 m Hürden
| Platz | Athlet               | Land | Zeit (s) |
| ----- | -------------------- | ---- | -------- |
| 1     | Abderrahman Samba    | QAT  | 48,00    |
| 2     | Bassem Hemeida       | QAT  | 49,44    |
| 3     | Lin Chung-wei        | TPE  | 49,73    |
| 4     | Shunta Inoue         | JPN  | 50,02    |
| 5     | Mahdi Pirjahan       | IRN  | 50,51    |
| 6     | Marc Anthony Ibrahim | LBN  | 50,56    |
| 7     | Xie Zhiyu            | CHN  | 50,57    |
| 8     | Calvin Quek          | SGP  | 50,94    |

Finale: 31. Mai

### 3000 m Hindernis
| Platz | Athlet             | Land | Zeit (min) |
| ----- | ------------------ | ---- | ---------- |
| 1     | Avinash Sable      | IND  | 8:20,92 SB |
| 2     | Yūtarō Niinae      | JPN  | 8:24,41 SB |
| 3     | Zakaria al-Alhlami | QAT  | 8:27,12 PB |
| 4     | Tetsu Sasaki       | JPN  | 8:30,97    |
| 5     | Nguyễn Trung Cường | VIE  | 8:38,25 NR |
| 6     | Park Won-been      | KOR  | 8:46,91 SB |
| 7     | Pandu Sukarya      | INA  | 9:02,11    |
| 8     | Lee Seung-ho       | KOR  | 9:28,34    |

29. Mai

### 4 × 100 m Staffel
| Platz    | Land                                                  | Athleten                                                                                                | Zeit (s) |
| -------- | ----------------------------------------------------- | --- | -------- |
| 1        | Südkorea                                              | Seo Min-jun Nwamadi Joel-jin Lee Jae-seong Lee Jun-hyeok                                                | 38,49 CR |
| 2        | Thailand                                              | Natawat Iamudom Thawatchai Himaiad Chayut Khongprasit Puripol Boonson                                   | 38,78    |
| 3        | Hongkong                                              | Chan Yat Lok Lee Hong Kit Kwok Chun Ting Magnus Johannsson                                              | 39,10    |
| 4        | Chinesisch Taipeh                                     | Chen Jian-rong Wei Tai-sheng Huang Yan-jyun Li Yun-chen im Vorlauf außerdem: Lin Po-hsun Huang Tso-chun | 40,14    |
| 5        | Indonesien                                            | Wahyu Setiawan Sudirman Hadi Rico Adith Bayu Kertanegara                                                | 40,15    |
|          | Volksrepublik China                                   | Shi Junhao Zeng Keli Wang Shengjie He Jinxian im Vorlauf außerdem: Chen Jinfeng                         | DSQ      |
| Singapur | Daryl Tan Yan Teo Xander Ann Heng Ho Marc Brian Louis | DSQ |          |

Finale: 31. Mai
Da im Vorlauf sowohl die Mannschaften aus Indien, Sri Lanka und Malaysia nicht in die Wertung kamen, gingen nur sieben Mannschaften im Finale an den Start.

### 4 × 400 m Staffel
| Platz | Land                | Athleten | Zeit (min) |
| ----- | ------------------- | --- | ---------- |
| 1     | Katar               | Abderrahman Samba Bassem Hemeida Hatim Aït Oulghazi Ammar Ismail Yahia Ibrahim im Vorlauf außerdem: Ashraf Hussen Osman Abdirahman Saeed Hassan | 3:03,52    |
| 2     | Indien              | Jay Kumar Dharmveer Choudhary Manu Thekkinalil Saji Vishal Thennarasu Kayalvizhi im Vorlauf außerdem: Rince Joseph Mohit Kumar                  | 3:03,67    |
| 3     | Volksrepublik China | Liang Baotang Zhang Qining Wumaier Ailixier Fu Haoran im Vorlauf außerdem: Li Yiqing                                                            | 3:03,73 SB |
| 4     | Südkorea            | Kim Ui-yeon Joo Seung-kyun Song Hyung-gun Shin Min-kyu im Vorlauf außerdem: Jo Hwi-in                                                           | 3:07,20    |
| 5     | Sri Lanka           | Aruna Dharshana Sadew Vimansa Rajakaruna Kalhara Idupa Kalinga Kumarage im Vorlauf außerdem: Rajitha Neranjan Rajakaruna J.O. Shashintha Silva  | 3:08,55    |
| 6     | Kasachstan          | Andrei Sokolow Elnur Muchitdinow Wjatscheslaw Sems Michail Litwin im Vorlauf außerdem: Dmitri Koblow                                            | 3:11,82    |
| 7     | Malaysia            | Anas Ariffin Luqmanul Hakim Khairul Akmal Umar Osman Muhammad Sayyid Amin bin Roslan im Vorlauf außerdem: Muhammad Fakrul                       | 3:14,55    |
| 8     | Thailand            | Jirateep Bundee Jirayu Pleenaram Khunaphat Kaijan Chutithat Pruksorranan                                                                        | 2:18,70    |

Finale: 29. Mai

### 20 km Gehen
| Platz | Athlet           | Land | Zeit (h)   |
| ----- | ---------------- | ---- | ---------- |
| 1     | Wang Zhaozhao    | CHN  | 1:20:37 CR |
| 2     | Kento Yoshikawa  | JPN  | 1:20:46    |
| 3     | Servin Sebastian | IND  | 1:21:14 PB |
| 4     | Ryo Hamanishi    | JPN  | 1:21:58    |
| 5     | Amit Khatri      | IND  | 1:22:15    |
| 6     | Zhang Jingrui    | CHN  | 1:22:54    |
| 7     | Joo Hyun-myeong  | KOR  | 1:23:57    |
| 8     | Georgi Scheiko   | KAZ  | 1:25:18    |

27. Mai

### Hochsprung
| Platz | Athlet                      | Land | Höhe (m) |
| ----- | --------------------------- | ---- | -------- |
| 1     | Woo Sang-hyeok              | KOR  | 2,29     |
| 2     | Tomohiro Shinno             | JPN  | 2,26     |
| 3     | Tawan Kaewkam               | THA  | 2,23 SB  |
| 4     | Naoto Hasegawa              | JPN  | 2,23 SB  |
| 5     | Sarvesh Anil Kushare        | IND  | 2,19     |
| 6     | Duan Yuhang                 | CHN  | 2,15     |
| 6     | Fu Chao-hsuan               | TPE  | 2,15     |
| 8     | Amir Nagayev                | UZB  | 2,10     |
| 8     | Lesandu Arthavidu Gammanage | LKA  | 2,10     |
| 8     | Fatak Bait Jaboob           | OMA  | 2,10     |

Finale: 29. Mai

### Stabhochsprung
| Platz | Athlet              | Land | Höhe (m) |
| ----- | ------------------- | ---- | -------- |
| 1     | Ernest John Obiena  | PHI  | 5,77 CR  |
| 2     | Huang Bokai         | CHN  | 5,72 SB  |
| 3     | Patsapong Amsam-ang | THA  | 5,67 NR  |
| 4     | Seif Heneida        | QAT  | 5,62 =NR |
| 5     | Li Chenyang         | CHN  | 5,52     |
| 6     | Hussain Al Hizam    | KSA  | 5,42     |
| 7     | Seito Yamamoto      | JPN  | 5,42     |
| 8     | Ameer Saihood       | IRQ  | 5,32     |
| 8     | Tomoya Karasawa     | JPN  | 5,32     |

31. Mai

### Weitsprung
| Platz | Athlet         | Land | Weite (m) |
| ----- | -------------- | ---- | --------- |
| 1     | Shu Heng       | CHN  | 8,22      |
| 2     | Lin Yu-tang    | TPE  | 8,20      |
| 3     | Keito Yamaura  | JPN  | 8,08      |
| 4     | Zhang Mingkun  | CHN  | 8,05      |
| 5     | Anvar Anvarov  | UZB  | 7,98      |
| 6     | Hibiki Tsuha   | JPN  | 7,94      |
| 7     | Sung Jin-suok  | KOR  | 7,84      |
| 8     | Lin Chia-hsing | TPE  | 7,73      |

Finale: 30. Mai

### Dreisprung
| Platz | Athlet                | Land | Weite (m) |
| ----- | --------------------- | ---- | --------- |
| 1     | Zhu Yaming            | CHN  | 17,06     |
| 2     | Praveen Chithravel    | IND  | 16,90     |
| 3     | Yu Gyu-min            | KOR  | 16,82 w   |
| 4     | Abdulla Aboobacker    | IND  | 16,72     |
| 5     | Ibrohim Mahkamov      | UZB  | 16,24 PB  |
| 6     | Selimchan Nassyrow    | KAZ  | 16,21 PB  |
| 7     | Li Yun-chen           | TPE  | 16,15 w   |
| 8     | Phumiphat Khunmangkom | THA  | 16,02 PB  |

28. Mai

### Kugelstoßen
| Platz | Athlet                   | Land | Weite (m) |
| ----- | ------------------------ | ---- | --------- |
| 1     | Mohammad Reza Tayebi     | IRN  | 20,32 PB  |
| 2     | Xing Jialiang            | CHN  | 19,97     |
| 3     | Mohammed Tolo            | KSA  | 19,92     |
| 4     | Abdelrahman Mahmoud      | BHR  | 19,27 SB  |
| 5     | Ma Hau-wei               | TPE  | 19,25 SB  |
| 6     | Gill Samardeep Singh     | IND  | 19,25     |
| 7     | Willie Morrison          | PHI  | 18,55     |
| 8     | Hassan Ajamibakhtiarvand | IRN  | 18,20     |

29. Mai

### Diskuswurf
| Platz | Athlet                    | Land | Weite (m) |
| ----- | ------------------------- | ---- | --------- |
| 1     | Abuduaini Tuergong        | CHN  | 63,47     |
| 2     | Masateru Yugami           | JPN  | 60,38     |
| 3     | Muhammad Irfan Shamsuddin | MAS  | 58,82     |
| 4     | Hossein Rasouli           | IRN  | 57,92     |
| 5     | Moaaz Mohamed Ibrahim     | QAT  | 57,70     |
| 6     | Essa Mohamed al-Zenkawi   | KUW  | 57,26     |
| 7     | Yūji Tsutsumi             | JPN  | 56,84     |
| 8     | Behnam Shiri Jabilou      | IRN  | 56,77     |

30. Mai

### Hammerwurf
| Platz | Athlet                | Land | Weite (m) |
| ----- | --------------------- | ---- | --------- |
| 1     | Wang Qi               | CHN  | 74,50     |
| 2     | Tatsuto Nakagawa      | JPN  | 71,97 SB  |
| 3     | Shōta Fukuda          | JPN  | 71,89     |
| 4     | Mohammed al-Dubaisi   | KSA  | 70,40 SB  |
| 5     | Ashraf Amgad el-Seify | QAT  | 69,82     |
| 6     | Suhrob Xoʻjayev       | UZB  | 69,06     |
| 7     | Lee Yoon-chul         | KOR  | 66,70     |
| 8     | Mahdi Haft Cheshmeh   | IRN  | 65,30 PB  |

28. Mai

### Speerwurf
| Platz | Athlet                    | Land | Weite (m) |
| ----- | ------------------------- | ---- | --------- |
| 1     | Arshad Nadeem             | PAK  | 86,40 SB  |
| 2     | Sachin Yadav              | IND  | 85,16 PB  |
| 3     | Yuta Sakiyama             | JPN  | 83,75 PB  |
| 4     | Rumesh Tharanga Pathirage | LKA  | 83,27     |
| 5     | Yash Vir Singh            | IND  | 82,57 PB  |
| 6     | Hu Haoran                 | CHN  | 80,93     |
| 7     | Sumeda Ranasinghe         | LKA  | 79,81     |
| 8     | Muhammad Yasir            | PAK  | 75,39     |

Finale: 31. Mai

### Zehnkampf
| Platz | Athlet               | Land | Punkte  |
| ----- | -------------------- | ---- | ------- |
| 1     | Fei Xiang            | CHN  | 7634    |
| 2     | Tejaswin Shankar     | IND  | 7618 SB |
| 3     | Keisuke Okuda        | JPN  | 7602    |
| 4     | Wang Chen-yu         | TPE  | 7546 PB |
| 5     | Yo Chia-hsuan        | TPE  | 7275    |
| 6     | Park Jun-young       | KOR  | 7053 PB |
| 7     | Haman Ghrairi        | IRQ  | 6994 PB |
| 8     | Hocket de los Santos | PHI  | 6848 PB |

27./28. Mai

## Frauen

### 100 m
| Platz | Athletin                  | Land | Zeit (s) |
| ----- | ------------------------- | ---- | -------- |
| 1     | Liang Xiaojing            | CHN  | 11,37    |
| 2     | Shanti Pereira            | SGP  | 11,41    |
| 3     | Trần Thị Nhi Yến          | VIE  | 11,54    |
| 4     | Aiha Yamagata             | JPN  | 11,66    |
| 5     | Midori Mikase             | JPN  | 11,74    |
| 6     | Hu Chia-chen              | TPE  | 11,85    |
| 7     | Zhu Junying               | CHN  | 11,89    |
| 8     | Zaidatul Husniah Zulkifli | MAS  | 12,01    |

Finale: 28. Mai
Wind: −0,1 m/s

### 200 m
| Platz | Athletin          | Land | Zeit (s)    |
| ----- | ----------------- | ---- | ----------- |
| 1     | Chen Yujie        | CHN  | 22,97 AU18R |
| 2     | Shanti Pereira    | SGP  | 22,98 {     |
| 3     | Li Yuting         | CHN  | 23,23 SB    |
| 4     | Remi Tsuruta      | JPN  | 23,29       |
| 5     | Jyothi Yarraji    | IND  | 23,47       |
| 6     | Kristina Knott    | PHI  | 23,82       |
| 7     | Nithya Gandhe     | IND  | 23,90       |
| 8     | Aminat Kamarudeen | VAE  | 23,92       |

Finale: 31. Mai
Wind: +0,3 m/s

### 400 m
| Platz | Athletin            | Land | Zeit (s) |
| ----- | ------------------- | ---- | -------- |
| 1     | Nanako Matsumoto    | JPN  | 52,17    |
| 2     | Rupal Chaudhary     | IND  | 52,68    |
| 3     | Jonbibi Hukmova     | UZB  | 52,79    |
| 4     | Vithya Ramraj       | IND  | 53,00    |
| 5     | Nguyễn Thị Ngọc     | VIE  | 53,12    |
| 6     | Liu Yinglan         | CHN  | 53,62    |
| 7     | Nadeesha Ramanayake | LKA  | 54,70    |
|       | Aminat Kamarudeen   | VAE  | DSQ      |

Finale: 28. Mai

### 800 m
| Platz | Athletin          | Land | Zeit (min)    |
| ----- | ----------------- | ---- | ------------- |
| 1     | Wu Hongjiao       | CHN  | 2:00,08 CR PB |
| 2     | Rin Kubo          | JPN  | 2:00,42       |
| 3     | Pooja Chaudhary   | IND  | 2:01,89 PB    |
| 4     | Twinkle Chaudhary | IND  | 2:03,33       |
| 5     | Ayano Shiomi      | JPN  | 2:03,59       |
| 6     | Li Chunhui        | CHN  | 2:06,83       |
| 7     | Bernalyn Bejoy    | PHI  | 2:07,53       |
| 8     | Shin So-mang      | KOR  | 2:08,59       |

Finale: 31. Mai

### 1500 m
| Platz | Athletin        | Land | Zeit (min) |
| ----- | --------------- | ---- | ---------- |
| 1     | Li Chunhui      | CHN  | 4:10,58 PB |
| 2     | Pooja Chaudhary | IND  | 4:10,83    |
| 3     | Tomoka Kimura   | JPN  | 4:11,56    |
| 4     | Lili Das        | IND  | 4:13,81    |
| 5     | Park Na-yeon    | KOR  | 4:15,64 PB |
| 6     | Yume Gotō       | JPN  | 4:16,52    |
| 7     | Nguyễn Thị Oanh | VIE  | 4:20,02    |
| 8     | Layla al-Masri  | PLE  | 4:21,20    |

28. Mai

### 5000 m
| Platz | Athletin         | Land | Zeit (min)  |
| ----- | ---------------- | ---- | ----------- |
| 1     | Norah Jeruto     | KAZ  | 14:58,71 CR |
| 2     | Parul Chaudhary  | IND  | 15:15,53    |
| 3     | Yuma Yamamoto    | JPN  | 15:16,86    |
| 4     | He Wuga          | CHN  | 15:23,96 SB |
| 5     | Sanjivani Jadhav | IND  | 15:36,40 SB |
| 6     | Nguyễn Thị Oanh  | VIE  | 15:46,11 NR |
| 7     | Sora Shinozakura | JPN  | 15:54,15    |
| 8     | Layla al-Masri   | PLE  | 15:57,15    |

31. Mai

### 10.000 m
| Platz | Athletin              | Land | Zeit (min)     |
| ----- | --------------------- | ---- | -------------- |
| 1     | Daisy Jepkemei        | KAZ  | 30:48,44 CR PB |
| 2     | Ririka Hironaka       | JPN  | 30:56,32       |
| 3     | Mikuni Yada           | JPN  | 31:12,21 PB    |
| 4     | He Wuga               | CHN  | 31:36,18       |
| 5     | Sanjivani Jadhav      | IND  | 33:08,17       |
| 6     | Seema                 | IND  | 33:08,23       |
| 7     | Rasara Wijesuriya     | LKA  | 33:21,62 NR    |
| 8     | Odekta Elvina Naibaho | INA  | 33:32,77 PB    |

29. Mai

### 100 m Hürden
| Platz | Athletin          | Land | Zeit (s) |
| ----- | ----------------- | ---- | -------- |
| 1     | Jyothi Yarraji    | IND  | 12,96    |
| 2     | Yumi Tanaka       | JPN  | 13,07    |
| 3     | Wu Yanni          | CHN  | 13,07    |
| 4     | Dina Aulia        | INA  | 13,32    |
| 5     | Liu Jingyang      | CHN  | 13,32    |
| 6     | Zhang Bo-ya       | TPE  | 13,42    |
| 7     | Huỳnh Thị Mỹ Tiên | VIE  | 13,69    |
| 8     | Lui Lai Yiu       | HKG  | 13,73    |

Finale: 29. Mai
Wind: −0,1 m/s
Die Japanerin Yumi Tanaka stellte im ersten Vorlauf mit 12,89 s einen neuen Meisterschaftsrekord auf.

### 400 m Hürden
| Platz | Athletin      | Land | Zeit (s) |
| ----- | ------------- | ---- | -------- |
| 1     | Mo Jiadie     | CHN  | 55,31 SB |
| 2     | Kemi Adekoya  | BHR  | 55,32 SB |
| 3     | Vithya Ramraj | IND  | 56,46    |
| 4     | Adelina Sems  | KAZ  | 56,73 PB |
| 5     | Robyn Brown   | PHI  | 56,98 SB |
| 6     | Quách Thị Lan | VIE  | 57,04 SB |
| 7     | Anu Raghavan  | IND  | 57,46 SB |
| 8     | Mariam Kareem | VAE  | 58,35    |

Finale: 31. Mai

### 3000 m Hindernis
| Platz | Athletin         | Land | Zeit (min) |
| ----- | ---------------- | ---- | ---------- |
| 1     | Norah Jeruto     | KAZ  | 9:10,46 CR |
| 2     | Parul Chaudhary  | IND  | 9:12,46 NR |
| 3     | Daisy Jepkemei   | KAZ  | 9:27,51    |
| 4     | Miu Saitou       | JPN  | 9:38,16 PB |
| 5     | Ankita Dhyani    | IND  | 9:41,54    |
| 6     | Manami Nishiyama | JPN  | 9:52,35    |
| 7     | Cho Ha-rim       | KOR  | 9:53,09 NR |
| 8     | Xu Shuangshuang  | CHN  | 10:04,96   |

30. Mai

### 4 × 100 m Staffel
| Platz | Land                | Athletinnen                                                                                | Zeit (s) |
| ----- | ------------------- | ------------------------------------------------------------------------------------------ | -------- |
| 1     | Volksrepublik China | Chen Yujie Li Yuting Zhu Junying Liang Xiaojing                                            | 43,28    |
| 2     | Indien              | Srabani Nanda S.S Sneha Abinaya Rajarajan Nithya Gandhe                                    | 43,86    |
| 3     | Thailand            | Jirapat Khanonta Supanich Poolkerd Sukanda Petraksa Athicha Phetkun                        | 44,26    |
| 4     | Südkorea            | Lee Eun-bin Kang Da-seul Kim So-eun Kim Dae-un                                             | 44,45    |
| 5     | Singapur            | Shannon Tan Elizabeth-Ann Tan Shee Ru Shanti Pereira Laavinia Jaiganth                     | 44,66 NR |
| 6     | Malaysia            | Azreen Nabila Alias Zaidatul Husniah Zulkifli Nur Afrina Batrisyia Nur Aishah Rofina Aling | 44,75    |
| 7     | Hongkong            | Chan Pui Kei Chloe Pak Serena Cheuk Man Tang Kong Chun Ki                                  | 44,88    |

31. Mai

### 4 × 400 m Staffel
| Platz | Land       | Athletinnen                                                              | Zeit (min) |
| ----- | ---------- | ------------------------------------------------------------------------ | ---------- |
| 1     | Indien     | Jisna Mathew Rupal Chaudhary Rajitha Kunja Subha Venkatesan              | 3:34,18    |
| 2     | Vietnam    | Nguyễn Thị Ngọc Nguyễn Thị Hằng Quách Thị Lan Minh Hạnh Hoàng Thị        | 3:34,77    |
| 3     | Sri Lanka  | Nadeesha Ramanayake Lakshima Mendis Jayeshi Uththara Harshani Fernando   | 3:36,67    |
| 4     | Kasachstan | Kristina Kondraschowa Anna Schumilo Wiktorija An Alexandra Saljubowskaja | 3:40,71    |
| 5     | Usbekistan | Laylo Allaberganova Nurxon Ochilova Jonbibi Hukmova Irina Levina         | 3:40,91    |
| 6     | Südkorea   | Ha Je-yeong Kim Ju-ha Lee Hae-in Kim Yeo-soon                            | 3:42,61    |
| 7     | Hongkong   | Tang Pui Kwan Season Choi Poon Hang Wai Jane Christa Ming Suet Karlsson  | 3:47,80    |

29. Mai

### 20 km Gehen
| Platz | Athletin              | Land | Zeit (h) |
| ----- | --------------------- | ---- | -------- |
| 1     | Yin Hang              | CHN  | 1:30:44  |
| 2     | Ma Li                 | CHN  | 1:32:08  |
| 3     | Jasmina Toxanbajewa   | KAZ  | 1:32:22  |
| 4     | Ayane Yanai           | JPN  | 1:33:15  |
| 5     | Yukiko Umeno          | JPN  | 1:36:31  |
| 6     | Lee Se-ha             | KOR  | 1:37:03  |
| 7     | Lee Jeong-eun         | KOR  | 1:40:09  |
| 8     | Violine Intan Puspita | INA  | 1:47:24  |

27. Mai

### Hochsprung
| Platz | Athletin              | Land | Höhe (m) |
| ----- | --------------------- | ---- | -------- |
| 1     | Pooja Singh           | IND  | 1,89 PB  |
| 2     | Safina Saʼdullayeva   | UZB  | 1,86     |
| 2     | Jelisaweta Matwejewa  | KAZ  | 1,86     |
| 4     | Nadeschda Dubowizkaja | KAZ  | 1,86 SB  |
| 5     | Barnoxon Sayfullayeva | UZB  | 1,83 =SB |
| 5     | Dina Nuerlan          | CHN  | 1,83     |
| 7     | Shieriai Tsuda        | JPN  | 1,83 =SB |
| 8     | Nagisa Takahashi      | JPN  | 1,80     |

30. Mai

### Stabhochsprung
| Platz | Athletin            | Land | Höhe (m) |
| ----- | ------------------- | ---- | -------- |
| 1     | Niu Chunge          | CHN  | 4,48     |
| 2     | Xu Huiqin           | CHN  | 4,23     |
| 3     | Misaki Morota       | JPN  | 4,13     |
| 4     | Chonthicha Khabut   | THA  | 3,98     |
| 4     | Diva Renatta Jayadi | INA  | 3,98     |
| 6     | Akari Osakaya       | JPN  | 3,98     |
| 7     | Maria Andriany      | INA  | 3,83     |
| 8     | Jo Min-ji           | KOR  | 3,63     |

28. Mai

### Weitsprung
| Platz | Athletin              | Land | Weite (m) |
| ----- | --------------------- | ---- | --------- |
| 1     | Reyhaneh Mobini Arani | IRN  | 6,40      |
| 2     | Ancy Sojan Edappilly  | IND  | 6,33      |
| 3     | Shaili Singh          | IND  | 6,30      |
| 4     | Sumire Hata           | JPN  | 6,20      |
| 5     | Tiffany Yue           | HKG  | 6,19      |
| 6     | Yu Jeong-mi           | KOR  | 6,12      |
| 7     | Guo Sijia             | CHN  | 6,10      |
| 8     | Maya Takeuchi         | JPN  | 6,05      |

Finale: 29. Mai

### Dreisprung
| Platz | Athletin           | Land | Weite (m) |
| ----- | ------------------ | ---- | --------- |
| 1     | Li Yi              | CHN  | 13,80     |
| 2     | Sharifa Davronova  | UZB  | 13,74     |
| 3     | Mariko Morimoto    | JPN  | 13,65     |
| 4     | Maoko Takashima    | JPN  | 13,64     |
| 5     | Nguyễn Thị Hương   | VIE  | 13,59     |
| 6     | Marija Jefremowa   | KAZ  | 13,57     |
| 7     | Trần Thị Loan      | VIE  | 13,41     |
| 8     | Roksana Xudoyorova | UZB  | 13,34     |

27. Mai

### Kugelstoßen
| Platz | Athletin            | Land | Weite (m) |
| ----- | ------------------- | ---- | --------- |
| 1     | Ma Yue              | CHN  | 18,26     |
| 2     | Song Jiayuan        | CHN  | 17,78     |
| 3     | Chiang Ching-yuan   | TPE  | 17,42     |
| 4     | Malika Nasreddinova | UZB  | 17,01     |
| 5     | Jeong Yu-sun        | KOR  | 16,27 SB  |
| 6     | Wu Tzu-en           | TPE  | 15,96     |
| 7     | Lee Su-jung         | KOR  | 15,70     |
| 8     | Areerat Intadis     | THA  | 15,51     |

30. Mai

### Diskuswurf
| Platz | Athletin             | Land | Weite (m) |
| ----- | -------------------- | ---- | --------- |
| 1     | Feng Bin             | CHN  | 61,90     |
| 2     | Subenrat Insaeng     | THA  | 57,68     |
| 3     | Nanaka Kori          | JPN  | 56,48     |
| 4     | Seema Kaliramna      | IND  | 56,15     |
| 5     | Jeong Ye-lim         | KOR  | 55,41     |
| 6     | Shin Yu-jin          | KOR  | 54,79     |
| 7     | Maki Saitō           | JPN  | 54,73     |
| 8     | Queenie Kung Ni Ting | MAS  | 47,96     |

29. Mai

### Hammerwurf
| Platz | Athletin           | Land | Weite (m) |
| ----- | ------------------ | ---- | --------- |
| 1     | Ji Li              | CHN  | 72,98     |
| 2     | Li Jiangyan        | CHN  | 69,13     |
| 3     | Yu Ya-chien        | TPE  | 64,25     |
| 4     | Joy McArthur       | JPN  | 63,61     |
| 5     | Raika Murakami     | JPN  | 63,60     |
| 6     | Mingkamon Koomphon | THA  | 61,42     |
| 7     | Kim Tae-hui        | KOR  | 61,13     |
| 8     | Park Seo-jin       | KOR  | 60,66     |

27. Mai

### Speerwurf
| Platz | Athletin           | Land | Weite (m) |
| ----- | ------------------ | ---- | --------- |
| 1     | Su Lingdan         | CHN  | 63,29 PB  |
| 2     | Momone Ueda        | JPN  | 59,39     |
| 3     | Sae Takemoto       | JPN  | 58,94     |
| 4     | Annu Rani          | IND  | 58,30     |
| 5     | Dai Qianqian       | CHN  | 57,99     |
| 6     | Dilhani Lekamge    | LKA  | 55,53     |
| 7     | Chu Pin-hsun       | TPE  | 54,60     |
| 8     | Nargiza Kuchkarova | UZB  | 53,29     |

27. Mai

### Siebenkampf
| Platz                | Athletin            | Land | Punkte  |
| -------------------- | ------------------- | ---- | ------- |
| 1                    | Nandini Agasara     | IND  | 5941 PB |
| 2                    | Liu Jingyi          | CHN  | 5869 PB |
| 3                    | Chen Tsai-chuan     | TPE  | 5608    |
| 4                    | Oʻgʻiloy Norboyeva  | UZB  | 5461 PB |
| 5                    | Han Iseul           | KOR  | 5330 PB |
| 6                    | Alina Tschistjakowa | KAZ  | 5292    |
| 7                    | Lin Pei-hsuan       | TPE  | 4747    |
|                      | Fatemeh Mohitizadeh | IRN  | DNF     |
| Jekaterina Awdejenko | KAZ                 | DNF  |         |

29./30. Mai

## Mixed

### 4 × 400 m Staffel
| Platz | Land                         | Athleten                                                                                 | Zeit (min) |
| ----- | ---------------------------- | ---------------------------------------------------------------------------------------- | ---------- |
| 1     | Indien                       | Santhosh Kumar Tamilarasan Rupal Chaudhary Vishal Thennarasu Kayalvizhi Subha Venkatesan | 3:18,12    |
| 2     | Volksrepublik China          | Liang Baotang Wu Hongjiao Wumaier Ailixier Liu Yinglan                                   | 3:20,52 SB |
| 3     | Sri Lanka                    | Sadew Vimansa Rajakaruna Lakshima Mendis Kalinga Kumarage Harshani Fernando              | 3:21,95    |
| 4     | Kasachstan                   | Andrei Sokolow Kristina Kondraschowa Michail Litwin Alexandra Saljubowskaja              | 3:22,70    |
| 5     | Südkorea                     | Shin Min-kyu Kim Seo-yoon Joo Seung-kyun Kim Ju-ha                                       | 3:22,87    |
| 6     | Vereinigte Arabische Emirate | Muath Abdalla Aminat Kamarudeen Suleiman Abdulrahman Mariam Kareem                       | 3:25,73    |
| 7     | Thailand                     | Jirateep Bundee Arisa Weruwanarak Jirayu Pleenaram Benny Nontanam                        | 3:26,05    |
| 8     | Usbekistan                   | Abbos Toshtemirov Laylo Allaberganova Hasanbek Rustamjonov Jonbibi Hukmova               | 3:28,67    |

28. Juli

## Medaillenspiegel
| Platz | Land                |    |    |    |    |
| ----- | ------------------- | -- | -- | -- | -- |
| 1     | Volksrepublik China | 19 | 9  | 4  | 32 |
| 2     | Indien              | 8  | 10 | 6  | 24 |
| 3     | Japan               | 3  | 5  | 11 | 28 |
| 4     | Kasachstan          | 3  | 1  | 2  | 6  |
| 4     | Katar               | 3  | 1  | 2  | 6  |
| 6     | Südkorea            | 2  | 1  | 1  | 4  |
| 7     | Iran                | 2  | 1  | 0  | 3  |
| 8     | Kuwait              | 1  | 0  | 0  | 1  |
| 8     | Pakistan            | 1  | 0  | 0  | 1  |
| 8     | Philippinen         | 1  | 0  | 0  | 1  |
| 11    | Thailand            | 0  | 4  | 3  | 7  |
| 12    | Usbekistan          | 0  | 2  | 1  | 3  |
| 13    | Singapur            | 0  | 2  | 0  | 2  |
| 14    | Chinesisch Taipeh   | 0  | 1  | 4  | 5  |
| 15    | Saudi-Arabien       | 0  | 1  | 2  | 3  |
| 16    | Bahrain             | 0  | 1  | 1  | 2  |
| 16    | Vietnam             | 0  | 1  | 1  | 2  |
| 18    | Sri Lanka           | 0  | 0  | 3  | 3  |
| 19    | Hongkong            | 0  | 0  | 1  | 1  |
| 19    | Malaysia            | 0  | 0  | 1  | 1  |